# Пажица
Пажица — река в России, протекает по Ярославскому району Ярославской области. Устье реки находится в 5,8 км по левому берегу реки Пахма от её устья. Длина реки составляет 14 км.
Крупнейший приток — Коптяиха (слева).
Сельские населённые пункты около реки: Матвеевское, Козульки, Пажа, Демково, Васюково, Новлино, Колечково, Зяблицы, Сарафоново, Хозницы, Бардуково, коттеджные посёлки «Серебряные ключи» и «Сарафоново», Садовый.
Пересекает автодорогу Ярославль — Большое Село.

## Данные водного реестра

Шлюзы водосброса на реке Пажица около села Сарафоново

По данным государственного водного реестра России относится к Верхневолжскому бассейновому округу, водохозяйственный участок реки — Волга от Рыбинского гидроузла до города Кострома, без реки Кострома от истока до водомерного поста у деревни Исады, речной подбассейн реки — Волга ниже Рыбинского водохранилища до впадения Оки. Речной бассейн реки — (Верхняя) Волга до Куйбышевского водохранилища (без бассейна Оки).
Код объекта в государственном водном реестре — 08010300212110000011153.